# Rodrigo Saavedra
Rodrigo Felipe Andrés Saavedra Burgos (Antofagasta, 1976) es un arquitecto y político chileno. Fue el último intendente de la región de Antofagasta.

## Estudios
Es arquitecto de la Universidad del Desarrollo (sede Concepción), y cuenta con un máster y Postgrado en economía urbana impartido por la Universidad Torcuato Di Tella (Argentina) y la Universidad Mayor. Perito Judicial, Estudios en Desarrollo Organizacional, Liderazgo y conformación de Equipos de Excelencia

## Trayectoria profesional
Inicios en la Municipalidad de Los Angeles, pasando por la Dirección de Obras, Secretaria de Planificación Comunal y Educación, posteriormente en Essbio S.A y Nuevosur Maule a cargo de la Gestión Inmobiliaria e Infraestructura.  SEREMI MINVU liderando el proceso de reconstrucción de la Región del Bio Bio. Integró las comisiones de medio ambientes y Directorio Innova Bio Bio. Director Ejecutivo de Manque Consultores.  Desde abril hasta agosto de 2018 se desempeñó como Delegado Ministerial para la instalación del Minvu (SERVIU y SEREMI) en la nueva Región de Ñuble, luego desde septiembre de 2018 hasta enero de 2021, Saavedra se desempeñó como Director Regional del Servicio de Vivienda y Urbanización (Serviu) en la Región de Antofagasta. Posee 20 años de experiencia en empresas e instituciones públicas y privadas, además, experimentado en la gestión, articulación y dirección de proyectos, desarrollo de instrumentos de planificación, planes de infraestructura, y Planes de Regeneración Urbana , entre otras. Durante el primer gobierno de Sebastián Piñera fue Seremi de Vivienda y Urbanismo en la región del Biobío, encargado desde dicha cartera del proceso de reconstrucción 27/F
El 12 de enero de 2021, fue designado por el presidente Sebastián Piñera como intendente de la región de Antofagasta, en reemplazo de Edgar Blanco, hasta la disolución del cargo el 14 de julio de 2021.